# Vasectomia
La vasectomia és un mètode anticonceptiu d'esterilització i, per tant, permanent, consistent en la lligadura i secció dels conductes deferents. Com a conseqüència, en poc temps el semen ejaculat no conté espermatozoides.

## Procediment
Sota asèpsia (que ha d'incloure afaitat del camp operatori) i anestèsia local, un especialista en urologia fa una petita incisió en la part anterior de l'escrot o bé dos laterals. Els conductes seminals (o deferents) es treuen a través de la incisió, es tallen i es lliguen després d'extreure un segment, de manera que els dos extrems de cada conducte queden nuats i separats entre si.
A continuació s'introdueixen novament els conductes dins l'escrot. El sagnat és mínim i la ferida sol requerir algun punt encara que de vegades no el precisa: es realitza pressió per a contribuir al seu tancament.

Es recomana no haver pres antiinflamatoris com l'aspirina almenys una setmana abans i després de l'operació, perquè poden incrementar el risc de sagnat. D'altra banda és recomanable no mantenir relacions sexuals almenys una setmana posterior a l'operació.

## Efectivitat quirúrgica
Hi ha un acord general sobre la taxa de fracàs del voltant d'1 de cada 2000 vasectomies, que és considerablement millor que la lligadura de trompes per a les quals hi ha un fracàs d'1 de cada 200-300 casos. Els primers índexs de fracàs, l'embaràs és a dir, en uns pocs mesos després de la vasectomia és generalment el resultat de tenir relacions sexuals sense protecció abans de temps després del procediment. L'embaràs després d'una recanalització espontània dels conductes deferents, ha estat documentada, però és molt rara.
Si la tècnica inclou la cauterització (cremar) dels extrems és més efectiva.
Es recomana realitzar una (a vegades dues) mostres de semen (que mostrin l'absència d'espermatozoides) després de la vasectomia per a verificar-ne l'èxit.

## Altres consideracions
- No existeix l'anomenada "vasectomia reversible", tota vasectomia es fa amb ànim d'irreversibilitat. Si en un futur, algú volgués tenir descendència, haurà de sotmetre's a una nova operació: vasovasotomia, o bé biòpsia testicular per a obtenir espermatozoides i fecundació artificial.
- És convenient anar rasurat a sala d'operacions.
- És convenient dur calçotets ajustats i pantalons amples: evitaran el moviment dels testicles al caminar i el frec dels pantalons.
- És convenient no realitzar exercicis físics intensos durant un parell de setmanes després de l'operació.
- La vasectomia no produeix cap canvi hormonal ni sexual, només impedeix el pas d'espermatozoides al líquid seminal.
- Després d'una vasectomia no es perd l'ejaculació, ja que el semen no es produeix en els testicles, solament els espermatozoides.

## Complicacions
- Hematoma (menys freqüent com més important)
- Rars: síndrome del dolor postvasectomia (<3%), infecció, inflamació de l'epidídim.